# Erizada rufa
Erizada rufa är en fjärilsart som beskrevs av George Francis Hampson 1905. Erizada rufa ingår i släktet Erizada och familjen trågspinnare. Inga underarter finns listade i Catalogue of Life.